# Frankie Valli
Frankie Valli, född Francesco Stephen Castelluccio den 3 maj 1934 i Newark, New Jersey, är en amerikansk sångare och skådespelare. Hans föräldrar kom från Italien.
Han var med i flera grupper innan han 1961 startade The Four Seasons. Med den gruppen hade han ett stort antal hits, bland annat "Big Girls Don't Cry" (1962) och "Rag Doll" (1964), vilka får räknas till de största. Framgången berodde inte minst på Frankie Vallis säregna falsettröst.
Han inledde 1965 en framgångsrik solokarriär och fick 1967 en stor hit med låten "Can't Take My Eyes Off You". Han sjöng 1978 titellåten i filmen Grease. Det blev hans sista stora hit.
Frankie Valli är även skådespelare. Åren 2004–2006 kunde man bland annat se honom i en biroll som maffiacapo i TV-serien Sopranos. 
I filmen Jersey Boys spelas han av John Lloyd Young. Han har medverkat i ett stort antal soundtracks i olika TV-filmer.

## Diskografi
Album
- The 4 Seasons Present Frankie Valli Solo (1967)
- Timeless (1968)
- Closeup (1975)
- Inside You (1975)
- Our Day Will Come (1975)
- Valli (1976)
- Lady Put the Light Out (1977)
- Frankie Valli...Is the Word (1978)
- Heaven Above Me (1980)
- Romancing the 60's (2007)
- 'Tis the Seasons (2016)